# Слепуље
Слепуље или миксине (Myxini, Myxinoidea или Hypotreti) су кичмењаци без вилица, колоусте, који паразитирају на површини или у цреву риба због чега су без очију по чему се разликују од својих најближих сродника, змијуљица. Могу да реагују на промену јачине светлости захваљујући рецепторима у кожи. На унутрашњој ивици уста имају хрсавичаво задебљање које им омогућава да гризу плен. Не могу да сишу крв као што то раде змијуљице. Најчешће нападају угинуле или болесне рибе, а могу се хранити и ситним бескичмењацима. Носна дупља је непарна и преко унутрашњег отвора је у вези са ждрелом чиме се омогућава дисање и за време храњења пошто су тада уста затворена. Немају јасно изражен стадијум ларве. Слепуље су хермафродити, али је код сваке јединке функционална само једна врста полних жлезда па се тако мужјаци морају спарити са женкама. Најпознатије врсте слепуља су: Myxine glutinosa која живи у Атлантском океану и има шест пари шкржних отвора; и Bdellostoma stouti има већи број шкржних отвора и живи поред западне обале Америке.
Слепуље су једине познате постојеће животиње које имају лобању, али су без кичменог стуба, иако оне имају рудиментарне пршљенове. Попут лампуга, слепуље су без чељусти; оне чине сестринску групу чељусних кичмењака, и постојеће слепуље су сличне онима од пре око 300 милиона година.
Класификација слепуља је била контроверзна. Питање је било да ли су слепуље дегенерисан тип кичмењачке рибе који је током еволуције изгубио своје пршљенове (првобитна шема) и био је најближи сродник лампугама, или слепуље представљају фазу која претходи еволуцији кичменог стуба (алтернативна шема) као што је случај са ланцетама. Недавни ДНК докази су подржали оригиналну шему.

## Физичке карактеристике

### Карактеристике тела
Слепуља је типично дугачка око 50 cm (19,7 in). Највећа позната врста је Eptatretus goliath, са примерком забележеним од 127 cm (4 ft 2 in), док Myxine kuoi и Myxine pequenoi изгледа не достижу више од 18 cm (7,1 in). Неки примерци су виђени чак и са дужином до 4 cm (1,6 in).
Слепуље имају издужено тело налик јегуљи и репове налик на весла. Њихова кожа је гола и покрива тело као чарапа која лабаво пристаје. Оне су углавном загасито ружичасте боје и изгледају у знатној мери попут црва. Имају хрскавичасту лобању (иако је део који окружује мозак састављен првенствено од фиброзног омотача) и структуре налик на зубе састављене од кератина. Боје зависе од врсте, у распону од розе до плаво-сиве, а могу бити присутне црне или беле мрље. Очи су једноставне мрље, а не очи са сочивима које могу да разреше слике. Слепуље немају праве пераје и имају шест или осам мрена око уста и једну ноздрву. Уместо вертикално артикулисаних чељусти попут Gnathostomata (кичмењаци са чељустима), они имају пар хоризонтално покретних структура са избочинама сличним зубима за извлачење хране. Уста слепуље има два пара рожнатих зуба у облику чешља на хрскавичној плочи која се извлачи и увлачи. Ови зуби служе за хватање хране и њено привлачење према ждрелу.
Кожа му је причвршћена за тело само дуж средишњег гребена леђа и код слузавих жлезда, и испуњена је са приближно трећином телесне запремине крви, остављајући утисак вреће испуњене крвљу. Претпоставља се да је ово адаптација за преживљавање напада предатора. Атлантска слепуља, представник потфамилије Myxininae, и пацифичка слепуља, представник подфамилије Eptatretinae, разликују се по томе што ова друга има мишићна влакна уграђена у кожу. Положај мировања пацифичке слепуље такође има тенденцију да буде намотан, док је положај атлантске слепуље испружен.